# سپیده‌دم (آلبوم مهستی)
آلبوم سپیده‌دم یک آلبوم استودیویی از مهستی است که با زیرعنوان «آلبوم شماره ۲ مهستی» در سال ۱۹۹۰ میلادی (۱۳۶۹ خورشیدی) توسط شرکت ترانه روی نوار کاست به شماره 223 در آمریکا منتشر شد. این آلبوم در سال بعد، یعنی در سال ۱۹۹۱ میلادی (۱۳۷۰ خورشیدی) بر روی لوح فشرده (CD) به شماره TAR-CD 19 نیز منتشر شده است. این آلبوم شامل گزیده‌ای از ترانه‌هایی است که پیش‌تر با صدای مهستی منتشر شده بودند.

## فهرست ترانه‌ها
در آلبوم سپیده‌دم (آلبوم شماره ۲ مهستی) ۱۰ ترانه منتشر شده است. در نسخه‌ی اولیه بر روی نوار کاست، آهنگهای شماره ۱ تا ۵ بر روی اول (A) و آهنگهای شماره ۶ تا ۱۰ بر روی دوم (B) نوار ضبط شده‌اند. مشخصات ترانه‌ها بر اساس توضیحات روی جلد، به شرح زیر است:
| شماره | نام ترانه        | ترانه سرا      | آهنگساز        | تنظیم‌کننده     | انتشار نخست                   | طول مدت (دقیقه) |
| ----- | ---------------- | -------------- | -------------- | -------------- | ----------------------------- | --------------- |
| ۱     | سپیده‌دم          | فریدون خشنود   | سعید مهناویان  | کاظم رزازان    | ۱۳۶۲ - عاشقانه                | ۶:۲۸            |
| ۲     | مونس             | ایرج رزمجو     | صادق نوجوکی    | صادق نوجوکی    | ۱۳۶۲ - خاطره ۲                | ۳:۳۹            |
| ۳     | طعنه             | ایرج رزمجو     | صادق نوجوکی    | صادق نوجوکی    | ۱۳۶۲ - خاطره ۲                | ۵:۱۰            |
| ۴     | آشنا             | بیژن سمندر     | محمد حیدری     | منوچهر چشم آذر |                               | ۵:۲۶            |
| ۵     | بیا بنویسیم      | اردلان سرفراز  | محمد حیدری     | منوچهر چشم آذر | ۱۳۶۲ - یکی را دوست می‌دارم     | ۵:۱۴            |
| ۶     | برگ گل           | هما میرافشار   | محلی           | محمد حیدری     |                               | ۶:۲۲            |
| ۷     | هنوزم دوستت دارم | ژاکلین         | حسن شماعی‌زاده  | حسن شماعی‌زاده  |                               | ۵:۰۷            |
| ۸     | تازه             | جهانبخش پازوکی | جهانبخش پازوکی | لقمان ادهمی    | ۱۳۶۶ - گنجینه ۱               | ۳:۴۴            |
| ۹     | بگذر             | پرویز خطیبی    | جمشید شیبانی   | بهروز پناهی    | ۱۳۶۵ - کیه کیه (انتخابی ۸)    | ۴:۴۶            |
| ۱۰    | غمگین و تنها     | شهین حنانه     | ناصر چشم آذر   | ناصر چشم آذر   | ۱۳۵۵ - کاست شماره ۱۵۵ آونگ ** | ۵:۰۶            |

* در توضیحات پشت جلد آلبوم، نام ترانه‌سرای ترانه‌ی «سپیده‌دم» به اشتباه تمیمی درج شده است.
** ترانه «غمگین و تنها» در سال ۱۳۶۲ خورشیدی، در آلبوم عاشقانه هایده و مهستی بازنشر شده است.

## دیگر مشخصات آلبوم
- استودیوها و مهندسین ضبط:

1. هیت سیتی وست (Hit City West)، جِیسون بِل (Jason Bell)
2. وِست وُرلد ریکوردز (West World Recorders)، رُی براورمن (Roy Braverman)

- عکس: سعید [نوشین‌فر]
- طراحی جلد نوار کاست: طراحی زَکس (Zax Design)
- طراحی جلد سی دی: طراحی و چاپ زَکس (Zax Design)
- تهیه کنندگان: وارطان آوانسیان و جهانگیر طبریایی
- ناشر: شرکت ترانه (Taraneh Enterprises Inc. 1990, USA ©℗)

## دیگر منابع
- مشخصات پشت جلد نوار کاست و سی دی «سپیده‌دم» از شرکت ترانه
- مشخصات پشت جلد نوار کاست «خاطره ۲» از شرکت ترانه
- مشخصات پشت جلد نوار کاست «عاشقانه» از شرکت ترانه
- مشخصات پشت جلد نوار کاست «یکی را دوست می‌دارم» از شرکت ترانه
- مشخصات پشت جلد نوار کاست «کیه کیه (انتخابی ۸)» از شرکت ترانه